# EHF Liga Mistrzów 2016/2017 (grupa B)
EHF Liga Mistrzów 2016/2017 - rozgrywki i tabela grupy B
| Lp. | Drużyna               | M  | Mecze | Mecze | Mecze | Bramki | Bramki | Bramki | Pkt |
| Lp. | Drużyna               | M  | W     | R     | P     | +      | −      | +/−    | Pkt |
| --- | --------------------- | -- | ----- | ----- | ----- | ------ | ------ | ------ | --- |
| 1.  | RK Wardar Skopje      | 14 | 10    | 0     | 4     | 412    | 378    | +34    | 20  |
| 2.  | Vive Tauron Kielce    | 14 | 9     | 0     | 5     | 415    | 390    | +25    | 18  |
| 3.  | MOL-Pick Szeged       | 14 | 8     | 1     | 5     | 376    | 350    | +26    | 17  |
| 4.  | Rhein-Neckar Löwen    | 14 | 8     | 1     | 5     | 392    | 396    | −4     | 17  |
| 5.  | HC Meszkow Brześć     | 14 | 5     | 4     | 5     | 383    | 385    | −2     | 14  |
| 6.  | RK Zagrzeb            | 14 | 4     | 1     | 9     | 332    | 356    | −24    | 9   |
| 7.  | Celje Pivovarna Laško | 14 | 3     | 3     | 8     | 399    | 424    | −25    | 9   |
| 8.  | IFK Kristianstad      | 14 | 3     | 2     | 9     | 381    | 411    | −30    | 8   |

| Gospodarz \ Gość      | RNL   | KSK   | VAR   | ZAG   | MES   | SZE   | CEL   | KRI   |
| Rhein-Neckar Löwen    |       | 28:25 | 27:33 | 25:24 | 25:24 | 24:30 | 31:30 | 30:29 |
| Vive Tauron Kielce    | 26:34 |       | 27:24 | 29:25 | 35:27 | 28:24 | 31:23 | 38:28 |
| RK Wardar Skopje      | 26:29 | 40:34 |       | 25:20 | 31:27 | 30:27 | 35:30 | 32:29 |
| RK Zagrzeb            | 25:21 | 23:26 | 28:27 |       | 22:27 | 24:26 | 23:21 | 26:23 |
| HC Meszkow Brześć     | 30:28 | 24:29 | 30:26 | 21:21 |       | 25:23 | 29:29 | 32:27 |
| MOL-Pick Szeged       | 28:28 | 27:29 | 21:23 | 26:21 | 24:22 |       | 27:22 | 33:28 |
| Celje Pivovarna Laško | 37:31 | 27:29 | 26:32 | 30:28 | 36:36 | 25:31 |       | 27:28 |
| IFK Kristianstad      | 29:31 | 29:25 | 23:28 | 29:22 | 29:29 | 21:29 | 29:29 |       |

Wyniki
| 24 września 201617:00 | HC Meszkow Brześć  | 24:29(14:11) | Vive Tauron Kielce   | gospodarz Widzów: 3220 Sędzia: Csaba Dobrovits Péter Tájok |
| 24 września 201617:00 | Rastko Stojković 6 | 24:29(14:11) | 6 Krzysztof Lijewski | gospodarz Widzów: 3220 Sędzia: Csaba Dobrovits Péter Tájok |
| 24 września 201617:00 | 4× · 2×            | 24:29(14:11) | 6× · 2×              | gospodarz Widzów: 3220 Sędzia: Csaba Dobrovits Péter Tájok |

| 24 września 201618:30 | Celje Pivovarna Laško | 30:28(14:13) | RK Zagrzeb          | gospodarz Widzów: 3000 Sędzia: Oscar Lopez Raluy Angel Ramirez Sabroso |
| 24 września 201618:30 | Luka Žvižej 7         | 30:28(14:13) | 10 Stipe Mandalinić | gospodarz Widzów: 3000 Sędzia: Oscar Lopez Raluy Angel Ramirez Sabroso |
| 24 września 201618:30 | 7× · 3× · 1×          | 30:28(14:13) | 4× · 3×             | gospodarz Widzów: 3000 Sędzia: Oscar Lopez Raluy Angel Ramirez Sabroso |

| 25 września 201616:15 | IFK Kristianstad     | 23:28(12:15) | RK Wardar Skopje  | gospodarz Widzów: 3966 Sędzia: Stevann Pichon Laurent Reveret |
| 25 września 201616:15 | Philip Henningsson 7 | 23:28(12:15) | 7 Alex Dujshebaev | gospodarz Widzów: 3966 Sędzia: Stevann Pichon Laurent Reveret |
| 25 września 201616:15 | 3× · 3×              | 23:28(12:15) | 3× · 3×           | gospodarz Widzów: 3966 Sędzia: Stevann Pichon Laurent Reveret |

| 25 września 201617:00 | SC Pick Szeged  | 28:28(13:12) | Rhein-Neckar Löwen | gospodarz Widzów: 3100 Sędzia: Dalibor Jurinović Marko Mrvica |
| 25 września 201617:00 | Sergei Gorbok 6 | 28:28(13:12) | 6 André Schmid     | gospodarz Widzów: 3100 Sędzia: Dalibor Jurinović Marko Mrvica |
| 25 września 201617:00 | 1× · 3×         | 28:28(13:12) | 3× · 2×            | gospodarz Widzów: 3100 Sędzia: Dalibor Jurinović Marko Mrvica |

| 28 września 201618:30 | Rhein-Neckar Löwen    | 31:30(16:15) | Celje Pivovarna Laško | gospodarz Widzów: 1270 Sędzia: Sorin-Laurenţiu Dinu Constantin Din |
| 28 września 201618:30 | Kim Ekdahl Du Rietz 7 | 31:30(16:15) | 7 Miha Zarabec        | gospodarz Widzów: 1270 Sędzia: Sorin-Laurenţiu Dinu Constantin Din |
| 28 września 201618:30 | 6× · 3×               | 31:30(16:15) | 1× · 3×               | gospodarz Widzów: 1270 Sędzia: Sorin-Laurenţiu Dinu Constantin Din |

| 1 października 201615:30 | Vive Tauron Kielce                  | 38:28(18:13) | IFK Kristianstad     | gospodarz Widzów: 3800 Sędzia: Lars Geipel Marcus Helbig |
| 1 października 201615:30 | Karol Bielecki 7 Paweł Paczkowski 7 | 38:28(18:13) | 6 Philip Henningsson | gospodarz Widzów: 3800 Sędzia: Lars Geipel Marcus Helbig |
| 1 października 201615:30 | 3× · 3×                             | 38:28(18:13) | 5× · 2×              | gospodarz Widzów: 3800 Sędzia: Lars Geipel Marcus Helbig |

| 1 października 201617:30 | RK Wardar Skopje  | 31:27(13:13) | HC Meszkow Brześć  | gospodarz Widzów: 4500 Sędzia: Vaidas Mažeika Mindaugas Gatelis |
| 1 października 201617:30 | Alex Dujshebaev 9 | 31:27(13:13) | 8 Rastko Stojković | gospodarz Widzów: 4500 Sędzia: Vaidas Mažeika Mindaugas Gatelis |
| 1 października 201617:30 | 3× · 3×           | 31:27(13:13) | 7× · 4× · 1×       | gospodarz Widzów: 4500 Sędzia: Vaidas Mažeika Mindaugas Gatelis |

| 1 października 201620:00 | RK Zagrzeb      | 24:26(13:10) | SC Pick Szeged   | gospodarz Widzów: 6000 Sędzia: Zigmars Sondors Renars Licis |
| 1 października 201620:00 | Zlatko Horvat 6 | 24:26(13:10) | 6 Mario Šoštarić | gospodarz Widzów: 6000 Sędzia: Zigmars Sondors Renars Licis |
| 1 października 201620:00 | 4× · 3×         | 24:26(13:10) | 7× · 2×          | gospodarz Widzów: 6000 Sędzia: Zigmars Sondors Renars Licis |

| 8 października 201618:15 | IFK Kristianstad  | 29:22(13:10) | RK Zagrzeb                         | gospodarz Widzów: 4057 Sędzia: Alexey Kiyashko Dmitriy Kiselev |
| 8 października 201618:15 | Albin Lagergren 9 | 29:22(13:10) | 4 Zlatko Horvat 4 Stipe Mandalinić | gospodarz Widzów: 4057 Sędzia: Alexey Kiyashko Dmitriy Kiselev |
| 8 października 201618:15 | 4× · 2×           | 29:22(13:10) | 4× · 2×                            | gospodarz Widzów: 4057 Sędzia: Alexey Kiyashko Dmitriy Kiselev |

| 8 października 201618:30 | HC Meszkow Brześć   | 30:28(17:12) | Rhein-Neckar Löwen     | gospodarz Widzów: 3250 Sędzia: Jiří Opava Pavel Válek |
| 8 października 201618:30 | Dainis Krištopāns 7 | 30:28(17:12) | 11 Kim Ekdahl Du Rietz | gospodarz Widzów: 3250 Sędzia: Jiří Opava Pavel Válek |
| 8 października 201618:30 | 3× · 3×             | 30:28(17:12) | 1× · 3×                | gospodarz Widzów: 3250 Sędzia: Jiří Opava Pavel Válek |

| 9 października 201617:00 | SC Pick Szeged | 27:29(15:16) | Vive Tauron Kielce | gospodarz Widzów: 3200 Sędzia: Duarte Santos Ricardo Fonseca |
| 9 października 201617:00 | Zsolt Balogh 5 | 27:29(15:16) | 6 Karol Bielecki   | gospodarz Widzów: 3200 Sędzia: Duarte Santos Ricardo Fonseca |
| 9 października 201617:00 | 5× · 2×        | 27:29(15:16) | 3× · 4× · 1×       | gospodarz Widzów: 3200 Sędzia: Duarte Santos Ricardo Fonseca |

| 9 października 201618:30 | Celje Pivovarna Laško      | 26:32(15:15) | RK Wardar Skopje | gospodarz Widzów: 3200 Sędzia: Jesper Kirkholm Madsen Henrik Mortensen |
| 9 października 201618:30 | Vid Poteko 5 Žiga Mlakar 5 | 26:32(15:15) | 5 Timur Dibirow  | gospodarz Widzów: 3200 Sędzia: Jesper Kirkholm Madsen Henrik Mortensen |
| 9 października 201618:30 | 5× · 3×                    | 26:32(15:15) | 6×               | gospodarz Widzów: 3200 Sędzia: Jesper Kirkholm Madsen Henrik Mortensen |

| 12 października 201618:30 | Rhein-Neckar Löwen | 30:29(17:13) | IFK Kristianstad  | gospodarz Widzów: 1312 Sędzia: Ivan Pavićević Miloš Ražnatović |
| 12 października 201618:30 | Andre Schmid 8     | 30:29(17:13) | 5 Jerry Tollbring | gospodarz Widzów: 1312 Sędzia: Ivan Pavićević Miloš Ražnatović |
| 12 października 201618:30 | 3× · 2×            | 30:29(17:13) | 6× · 3×           | gospodarz Widzów: 1312 Sędzia: Ivan Pavićević Miloš Ražnatović |

| 15 października 201616:00 | Vive Tauron Kielce             | 31:23(16:15) | Celje Pivovarna Laško | gospodarz Widzów: 4000 Sędzia: Stevann Pichon Laurent Reveret |
| 15 października 201616:00 | Karol Bielecki 5 Darko Đukić 5 | 31:23(16:15) | 7 Blaž Janc           | gospodarz Widzów: 4000 Sędzia: Stevann Pichon Laurent Reveret |
| 15 października 201616:00 | 2× · 2×                        | 31:23(16:15) | 5× · 3×               | gospodarz Widzów: 4000 Sędzia: Stevann Pichon Laurent Reveret |

| 15 października 201620:00 | RK Zagrzeb      | 22:27(10:14) | HC Meszkow Brześć   | gospodarz Widzów: 9000 Sędzia: Thierry Dentz Denis Reibel |
| 15 października 201620:00 | Zlatko Horvat 6 | 22:27(10:14) | 7 Dainis Krištopāns | gospodarz Widzów: 9000 Sędzia: Thierry Dentz Denis Reibel |
| 15 października 201620:00 | 4× · 3× · 1×    | 22:27(10:14) | 5× · 4× · 1×        | gospodarz Widzów: 9000 Sędzia: Thierry Dentz Denis Reibel |

| 16 października 201617:30 | RK Wardar Skopje | 30:27(16:15) | SC Pick Szeged | gospodarz Widzów: 4857 Sędzia: Igor Covalciuc Alexei Covalciuc |
| 16 października 201617:30 | Timur Dibirow 8  | 30:27(16:15) | 9 Zsolt Balogh | gospodarz Widzów: 4857 Sędzia: Igor Covalciuc Alexei Covalciuc |
| 16 października 201617:30 | 1× · 3×          | 30:27(16:15) | 3× · 3×        | gospodarz Widzów: 4857 Sędzia: Igor Covalciuc Alexei Covalciuc |

| 22 października 201619:00 | IFK Kristianstad  | 29:29(14:11) | Celje Pivovarna Laško | gospodarz Widzów: 4183 Sędzia: Robert Harabagiu Silviu Stănescu |
| 22 października 201619:00 | Jerry Tollbring 8 | 29:29(14:11) | 9 Blaž Janc           | gospodarz Widzów: 4183 Sędzia: Robert Harabagiu Silviu Stănescu |
| 22 października 201619:00 | 3× · 4×           | 29:29(14:11) | 3× · 4×               | gospodarz Widzów: 4183 Sędzia: Robert Harabagiu Silviu Stănescu |

| 22 października 201620:00 | RK Zagrzeb           | 28:27(12:17) | RK Wardar Skopje  | gospodarz Widzów: 9850 Sędzia: Andreu Marín Ignacio García Serradilla |
| 22 października 201620:00 | Dobrivoje Marković 6 | 28:27(12:17) | 5 Alex Dujshebaev | gospodarz Widzów: 9850 Sędzia: Andreu Marín Ignacio García Serradilla |
| 22 października 201620:00 | 3× · 3×              | 28:27(12:17) | 2× · 2×           | gospodarz Widzów: 9850 Sędzia: Andreu Marín Ignacio García Serradilla |

| 23 października 201617:00 | SC Pick Szeged | 24:22(11:10) | HC Meszkow Brześć                 | gospodarz Widzów: 3200 Sędzia: Aleksandar Pandžić Ivan Mošorinski |
| 23 października 201617:00 | Zsolt Balogh 9 | 24:22(11:10) | 4 4Rastko Stojković 4 Pavel Atman | gospodarz Widzów: 3200 Sędzia: Aleksandar Pandžić Ivan Mošorinski |
| 23 października 201617:00 | 4× · 3×        | 24:22(11:10) | 6× · 4×                           | gospodarz Widzów: 3200 Sędzia: Aleksandar Pandžić Ivan Mošorinski |

| 23 października 201619:30 | Vive Tauron Kielce | 26:34(15:16) | Rhein-Neckar Löwen      | gospodarz Widzów: 4200 Sędzia: Oscar Raluy Lopez Angel Sabroso Ramirez |
| 23 października 201619:30 | Karol Bielecki 8   | 26:34(15:16) | 7 Rafael Baena González | gospodarz Widzów: 4200 Sędzia: Oscar Raluy Lopez Angel Sabroso Ramirez |
| 23 października 201619:30 | 2× · 3×            | 26:34(15:16) | 3× · 3×                 | gospodarz Widzów: 4200 Sędzia: Oscar Raluy Lopez Angel Sabroso Ramirez |

| 10 listopada 201618:15 | Rhein-Neckar Löwen | 25:24(14:10) | RK Zagrzeb          | gospodarz Widzów: 1546 Sędzia: Duarte Santos Ricardo Fonseca |
| 10 listopada 201618:15 | Andre Schmid 7     | 25:24(14:10) | 10 Stipe Mandalinić | gospodarz Widzów: 1546 Sędzia: Duarte Santos Ricardo Fonseca |
| 10 listopada 201618:15 | 3× · 3×            | 25:24(14:10) | 5× · 4×             | gospodarz Widzów: 1546 Sędzia: Duarte Santos Ricardo Fonseca |

| 12 listopada 201617:30 | RK Wardar Skopje | 40:34(18:18) | Vive Tauron Kielce  | gospodarz Widzów: 6000 Sędzia: Michal Badura Jaroslav Ondogrecula |
| 12 listopada 201617:30 | Igor Karačić 9   | 40:34(18:18) | 8 Julen Aguinagalde | gospodarz Widzów: 6000 Sędzia: Michal Badura Jaroslav Ondogrecula |
| 12 listopada 201617:30 | 4× · 3×          | 40:34(18:18) | 2× · 2×             | gospodarz Widzów: 6000 Sędzia: Michal Badura Jaroslav Ondogrecula |

| 12 listopada 201618:30 | Celje Pivovarna Laško | 25:31(15:16) | SC Pick Szeged  | gospodarz Widzów: 3300 Sędzia: Jonas Eliasson Anton Palsson |
| 12 listopada 201618:30 | Luka Žvižej 5         | 25:31(15:16) | 6 Sergei Gorbok | gospodarz Widzów: 3300 Sędzia: Jonas Eliasson Anton Palsson |
| 12 listopada 201618:30 | 5× · 4×               | 25:31(15:16) | 9× · 3×         | gospodarz Widzów: 3300 Sędzia: Jonas Eliasson Anton Palsson |

| 12 listopada 201619:30 | HC Meszkow Brześć                                   | 32:27(17:13) | IFK Kristianstad            | gospodarz Widzów: 3300 Sędzia: Boris Mandák Mário Rudinský |
| 12 listopada 201619:30 | Dzianis Rutenka 5 Dainis Krištopāns 5 Pavel Atman 5 | 32:27(17:13) | 7 Ólafur Andrés Guðmundsson | gospodarz Widzów: 3300 Sędzia: Boris Mandák Mário Rudinský |
| 12 listopada 201619:30 | 2× · 2×                                             | 32:27(17:13) | 3× · 2×                     | gospodarz Widzów: 3300 Sędzia: Boris Mandák Mário Rudinský |

| 16 listopada 201619:00 | RK Zagrzeb                         | 23:26(12:11) | Vive Tauron Kielce   | gospodarz Widzów: 5000 Sędzia: Sorin-Laurenţiu Dinu Constantin Din |
| 16 listopada 201619:00 | Zlatko Horvat 6 Stipe Mandalinić 6 | 23:26(12:11) | 5 Krzysztof Lijewski | gospodarz Widzów: 5000 Sędzia: Sorin-Laurenţiu Dinu Constantin Din |
| 16 listopada 201619:00 | 1× · 2×                            | 23:26(12:11) | 2× · 2×              | gospodarz Widzów: 5000 Sędzia: Sorin-Laurenţiu Dinu Constantin Din |

| 19 listopada 201618:15 | IFK Kristianstad            | 21:29(12:15) | SC Pick Szeged  | gospodarz Widzów: 4419 Sędzia: Kürşad Erdoğan İbrahim Özdeniz |
| 19 listopada 201618:15 | Ólafur Andrés Guðmundsson 5 | 21:29(12:15) | 7 Sergei Gorbok | gospodarz Widzów: 4419 Sędzia: Kürşad Erdoğan İbrahim Özdeniz |
| 19 listopada 201618:15 | 3× · 4×                     | 21:29(12:15) | 2× · 3×         | gospodarz Widzów: 4419 Sędzia: Kürşad Erdoğan İbrahim Özdeniz |

| 19 listopada 201619:30 | HC Meszkow Brześć  | 29:29(14:15) | Celje Pivovarna Laško | gospodarz Widzów: 3450 Sędzia: Michalis Tzaferopoulos Andreas Bethmann |
| 19 listopada 201619:30 | Rastko Stojković 8 | 29:29(14:15) | 8 Luka Žvižej         | gospodarz Widzów: 3450 Sędzia: Michalis Tzaferopoulos Andreas Bethmann |
| 19 listopada 201619:30 | 6× · 3×            | 29:29(14:15) | 3× · 4×               | gospodarz Widzów: 3450 Sędzia: Michalis Tzaferopoulos Andreas Bethmann |

| 26 listopada 201617:30 | RK Wardar Skopje                   | 26:29(15:15) | Rhein-Neckar Löwen                     | gospodarz Widzów: 5500 Sędzia: Václav Horáček Jiří Novotný |
| 26 listopada 201617:30 | Joan Cañellas 6 Mijajlo Marsenić 6 | 26:29(15:15) | 7 Mads Mensah Larsen 7 Harald Reinkind | gospodarz Widzów: 5500 Sędzia: Václav Horáček Jiří Novotný |
| 26 listopada 201617:30 | 1× · 3×                            | 26:29(15:15) | 4× · 2×                                | gospodarz Widzów: 5500 Sędzia: Václav Horáček Jiří Novotný |

| 26 listopada 201618:15 | SC Pick Szeged | 33:28(20:17) | IFK Kristianstad | gospodarz Widzów: 3100 Sędzia: Thierry Dentz Denis Reibel |
| 26 listopada 201618:15 | Matej Gaber 6  | 33:28(20:17) | 6 Mario Lipovac  | gospodarz Widzów: 3100 Sędzia: Thierry Dentz Denis Reibel |
| 26 listopada 201618:15 | 2× · 3×        | 33:28(20:17) | 3× · 3×          | gospodarz Widzów: 3100 Sędzia: Thierry Dentz Denis Reibel |

| 27 listopada 201618:00 | Vive Tauron Kielce  | 29:25(11:12) | RK Zagrzeb         | gospodarz Widzów: 4200 Sędzia: Martin Gjeding Mads Hansen |
| 27 listopada 201618:00 | Julen Aguinagalde 7 | 29:25(11:12) | 7 Stipe Mandalinić | gospodarz Widzów: 4200 Sędzia: Martin Gjeding Mads Hansen |
| 27 listopada 201618:00 | 3× · 3×             | 29:25(11:12) | 5× · 3×            | gospodarz Widzów: 4200 Sędzia: Martin Gjeding Mads Hansen |

| 27 listopada 201618:30 | Celje Pivovarna Laško | 36:36(24:21) | HC Meszkow Brześć      | gospodarz Widzów: 3400 Sędzia: Kürşad Erdoğan İbrahim Özdeniz |
| 27 listopada 201618:30 | Blaž Janc 9           | 36:36(24:21) | 8 Vladislav Ostroushko | gospodarz Widzów: 3400 Sędzia: Kürşad Erdoğan İbrahim Özdeniz |
| 27 listopada 201618:30 | 4× · 4× · 1×          | 36:36(24:21) | 10×                    | gospodarz Widzów: 3400 Sędzia: Kürşad Erdoğan İbrahim Özdeniz |

| 30 listopada 201619:00 | IFK Kristianstad  | 29:29(15:17) | HC Meszkow Brześć   | gospodarz Widzów: 4010 Sędzia: Oscar Raluy Lopez Angel Sabroso Ramirez |
| 30 listopada 201619:00 | Jerry Tollbring 6 | 29:29(15:17) | 7 Dainis Krištopāns | gospodarz Widzów: 4010 Sędzia: Oscar Raluy Lopez Angel Sabroso Ramirez |
| 30 listopada 201619:00 | 5× · 3×           | 29:29(15:17) | 5× · 3× · 1×        | gospodarz Widzów: 4010 Sędzia: Oscar Raluy Lopez Angel Sabroso Ramirez |

| 1 grudnia 201619:00 | RK Zagrzeb  | 25:21(10:15) | Rhein-Neckar Löwen | gospodarz Widzów: 6508 Sędzia: Evgeny Zotin Nikolay Volodkov |
| 1 grudnia 201619:00 | Igor Vori 5 | 25:21(10:15) | 5 Dejan Manaskow   | gospodarz Widzów: 6508 Sędzia: Evgeny Zotin Nikolay Volodkov |
| 1 grudnia 201619:00 | 2× · 4×     | 25:21(10:15) | 2× · 4×            | gospodarz Widzów: 6508 Sędzia: Evgeny Zotin Nikolay Volodkov |

| 3 grudnia 201618:45 | SC Pick Szeged  | 27:22(15:10) | Celje Pivovarna Laško | gospodarz Widzów: 3200 Sędzia: Vaidas Mažeika Mindaugas Gatelis |
| 3 grudnia 201618:45 | Jonas Källman 6 | 27:22(15:10) | 7 Luka Žvižej         | gospodarz Widzów: 3200 Sędzia: Vaidas Mažeika Mindaugas Gatelis |
| 3 grudnia 201618:45 | 4× · 2×         | 27:22(15:10) | 5× · 3×               | gospodarz Widzów: 3200 Sędzia: Vaidas Mažeika Mindaugas Gatelis |

| 4 grudnia 201618:00 | Vive Tauron Kielce                                     | 27:24(15:12) | RK Wardar Skopje                 | gospodarz Widzów: 4200 Sędzia: Jonas Eliasson Anton Palsson |
| 4 grudnia 201618:00 | Tobias Reichmann 4 Julen Aquinagalde 4 Manuel Strlek 4 | 27:24(15:12) | 5 Igor Karačić 5 Alex Dujshebaev | gospodarz Widzów: 4200 Sędzia: Jonas Eliasson Anton Palsson |
| 4 grudnia 201618:00 | 8× · 3× · 1×                                           | 27:24(15:12) | 6× · 3×                          | gospodarz Widzów: 4200 Sędzia: Jonas Eliasson Anton Palsson |

| 9 lutego 201719:00 | Rhein-Neckar Löwen        | 28:25(16:13) | Vive Tauron Kielce  | gospodarz Widzów: 7285 Sędzia: Vaidas Mažeika Mindaugas Gatelis |
| 9 lutego 201719:00 | Guðjón Valur Sigurðsson 7 | 28:25(16:13) | 5 Julen Aguinagalde | gospodarz Widzów: 7285 Sędzia: Vaidas Mažeika Mindaugas Gatelis |
| 9 lutego 201719:00 | 5× · 3×                   | 28:25(16:13) | 5× · 4×             | gospodarz Widzów: 7285 Sędzia: Vaidas Mažeika Mindaugas Gatelis |

| 9 lutego 201720:30 | HC Meszkow Brześć | 25:23(14:14) | SC Pick Szeged  | gospodarz Widzów: 3500 Sędzia: Ivan Pavićević Miloš Ražnatović |
| 9 lutego 201720:30 | Iman Jamali 8     | 25:23(14:14) | 6 Jonas Källman | gospodarz Widzów: 3500 Sędzia: Ivan Pavićević Miloš Ražnatović |
| 9 lutego 201720:30 | 3× · 3×           | 25:23(14:14) | 5× · 2×         | gospodarz Widzów: 3500 Sędzia: Ivan Pavićević Miloš Ražnatović |

| 11 lutego 201717:30 | RK Wardar Skopje  | 25:20(14:8) | RK Zagrzeb           | gospodarz Widzów: 4500 Sędzia: Kürşad Erdoğan İbrahim Özdeniz |
| 11 lutego 201717:30 | Alex Dujshebaev 7 | 25:20(14:8) | 6 Dobrivoje Marković | gospodarz Widzów: 4500 Sędzia: Kürşad Erdoğan İbrahim Özdeniz |
| 11 lutego 201717:30 | 3× · 3×           | 25:20(14:8) | 1× · 3×              | gospodarz Widzów: 4500 Sędzia: Kürşad Erdoğan İbrahim Özdeniz |

| 11 lutego 201719:00 | Celje Pivovarna Laško | 27:28(13:13) | IFK Kristianstad                 | gospodarz Widzów: 3300 Sędzia: Csaba Kékes Pál Kékes |
| 11 lutego 201719:00 | Blaž Janc 8           | 27:28(13:13) | 7 Tim Sørensen 7 Jerry Tollbring | gospodarz Widzów: 3300 Sędzia: Csaba Kékes Pál Kékes |
| 11 lutego 201719:00 | 2× · 4× · 1×          | 27:28(13:13) | 5× · 3× · 1×                     | gospodarz Widzów: 3300 Sędzia: Csaba Kékes Pál Kékes |

| 18 lutego 201717:30 | SC Pick Szeged | 21:23(11:12) | RK Wardar Skopje | gospodarz Widzów: 3200 Sędzia: Evgeny Zotin Nikolay Volodkov |
| 18 lutego 201717:30 | Staš Skube 6   | 21:23(11:12) | 6 Timur Dibirow  | gospodarz Widzów: 3200 Sędzia: Evgeny Zotin Nikolay Volodkov |
| 18 lutego 201717:30 | 4× · 4×        | 21:23(11:12) | 3× · 2×          | gospodarz Widzów: 3200 Sędzia: Evgeny Zotin Nikolay Volodkov |

| 18 lutego 201719:30 | HC Meszkow Brześć | 21:21(11:9) | RK Zagrzeb         | gospodarz Widzów: 3400 Sędzia: Ivan Cacador Eurico Nicolau |
| 18 lutego 201719:30 | Iman Jamali 7     | 21:21(11:9) | 4 Stipe Mandalinić | gospodarz Widzów: 3400 Sędzia: Ivan Cacador Eurico Nicolau |
| 18 lutego 201719:30 | 4× · 3×           | 21:21(11:9) | 1× · 3×            | gospodarz Widzów: 3400 Sędzia: Ivan Cacador Eurico Nicolau |

| 19 lutego 201717:30 | IFK Kristianstad             | 29:31(16:15) | Rhein-Neckar Löwen | gospodarz Widzów: 4355 Sędzia: Jan-Erik Leandersson Mikael Lindroos |
| 19 lutego 201717:30 | Ólafur Andrés Guðmundsson 10 | 29:31(16:15) | 8 Rafael Baena     | gospodarz Widzów: 4355 Sędzia: Jan-Erik Leandersson Mikael Lindroos |

| 19 lutego 201719:00 | Celje Pivovarna Laško | 34:33(16:19) | Vive Tauron Kielce  | gospodarz Widzów: 3901 Sędzia: Duarte Santos Ricardo Fonseca |
| 19 lutego 201719:00 | Borut Mačkovšek 8     | 34:33(16:19) | 6 Julen Aguinagalde | gospodarz Widzów: 3901 Sędzia: Duarte Santos Ricardo Fonseca |
| 19 lutego 201719:00 | 5× · 4×               | 34:33(16:19) | 6× · 2×             | gospodarz Widzów: 3901 Sędzia: Duarte Santos Ricardo Fonseca |

| 22 lutego 201718:30 | Rhein-Neckar Löwen        | 25:24(11:12) | HC Meszkow Brześć                                      | gospodarz Widzów: 1866 Sędzia: Stevann Pichon Laurent Reveret |
| 22 lutego 201718:30 | Guðjón Valur Sigurðsson 7 | 25:24(11:12) | 6 Artsiom Kulak 6 Dainis Krištopāns 6 Rastko Stojković | gospodarz Widzów: 1866 Sędzia: Stevann Pichon Laurent Reveret |

| 25 lutego 201717:30 | RK Wardar Skopje  | 35:30(20:15) | Celje Pivovarna Laško | gospodarz Widzów: 4500 Sędzia: Zigmars Sondors Renars Licis |
| 25 lutego 201717:30 | Alex Dujshebaev 8 | 35:30(20:15) | 8 Žiga Mlakar         | gospodarz Widzów: 4500 Sędzia: Zigmars Sondors Renars Licis |
| 25 lutego 201717:30 | 3× · 2×           | 35:30(20:15) | 3× · 3×               | gospodarz Widzów: 4500 Sędzia: Zigmars Sondors Renars Licis |

| 25 lutego 201720:00 | RK Zagrzeb  | 26:23(13:11) | IFK Kristianstad  | gospodarz Widzów: 8000 Sędzia: Peter Brunovsky Vladimir Canda |
| 25 lutego 201720:00 | Igor Vori 5 | 26:23(13:11) | 6 Jerry Tollbring | gospodarz Widzów: 8000 Sędzia: Peter Brunovsky Vladimir Canda |
| 25 lutego 201720:00 | 1× · 3×     | 26:23(13:11) | 2× · 2×           | gospodarz Widzów: 8000 Sędzia: Peter Brunovsky Vladimir Canda |

| 26 lutego 201718:00 | Vive Tauron Kielce  | 28:24(13:14) | SC Pick Szeged  | gospodarz Widzów: 4200 Sędzia: Mirza Kurtagic Mattias Wetterwik |
| 26 lutego 201718:00 | Julen Aguinagalde 8 | 28:24(13:14) | 6 Sergei Gorbok | gospodarz Widzów: 4200 Sędzia: Mirza Kurtagic Mattias Wetterwik |
| 26 lutego 201718:00 | 3× · 4×             | 28:24(13:14) | 3× · 3×         | gospodarz Widzów: 4200 Sędzia: Mirza Kurtagic Mattias Wetterwik |

| 2 marca 201719:30 | Celje Pivovarna Laško | 37:31(20:13) | Rhein-Neckar Löwen | gospodarz Widzów: 3800 Sędzia: Ivan Cacador Eurico Nicolau |
| 2 marca 201719:30 | Bramka                | 37:31(20:13) | Bramka             | gospodarz Widzów: 3800 Sędzia: Ivan Cacador Eurico Nicolau |
| 2 marca 201719:30 | 3× · 3×               | 37:31(20:13) | 3× · 3×            | gospodarz Widzów: 3800 Sędzia: Ivan Cacador Eurico Nicolau |

| 4 marca 201717:30 | SC Pick Szeged | 26:21(14:12) | RK Zagrzeb                                                                             | gospodarz Widzów: 3200 Sędzia: Óscar Raluy López Ángel Sabroso Ramírez |
| 4 marca 201717:30 | Zsolt Balogh 7 | 26:21(14:12) | 3 Tin Kontrec 3 Dobrivoje Marković 3 Josip Valčić 3 Stipe Mandalinić 3 David Miklavčič | gospodarz Widzów: 3200 Sędzia: Óscar Raluy López Ángel Sabroso Ramírez |
| 4 marca 201717:30 | 3× · 2×        | 26:21(14:12) | 2× · 3×                                                                                | gospodarz Widzów: 3200 Sędzia: Óscar Raluy López Ángel Sabroso Ramírez |

| 4 marca 201718:15 | IFK Kristianstad                    | 29:25(15:13) | Vive Tauron Kielce   | gospodarz Widzów: 4125 Sędzia: Arthur Brunner Morad Salah |
| 4 marca 201718:15 | Philip Henningsson 6 Tim Sørensen 6 | 29:25(15:13) | 5 Mateusz Jachlewski | gospodarz Widzów: 4125 Sędzia: Arthur Brunner Morad Salah |
| 4 marca 201718:15 | 6× · 2×                             | 29:25(15:13) | 3× · 3×              | gospodarz Widzów: 4125 Sędzia: Arthur Brunner Morad Salah |

| 4 marca 201719:30 | HC Meszkow Brześć                          | 30:26(15:13) | RK Wardar Skopje            | gospodarz Widzów: 3500 Sędzia: Nenad Nikolić Dušan Stojković |
| 4 marca 201719:30 | Dainis Krištopāns 8 Vladislav Ostroushko 8 | 30:26(15:13) | 5 Igor Karačić 5 Ivan Čupić | gospodarz Widzów: 3500 Sędzia: Nenad Nikolić Dušan Stojković |
| 4 marca 201719:30 | 3× · 4×                                    | 30:26(15:13) | 2× · 3×                     | gospodarz Widzów: 3500 Sędzia: Nenad Nikolić Dušan Stojković |

| 8 marca 201720:45 | Rhein-Neckar Löwen | 24:30(12:14) | SC Pick Szeged  | gospodarz Widzów: 1230 Sędzia: Václav Horáček Jiří Novotný |
| 8 marca 201720:45 | Hendrik Pekeler 6  | 24:30(12:14) | 7 Jonas Källman | gospodarz Widzów: 1230 Sędzia: Václav Horáček Jiří Novotný |
| 8 marca 201720:45 | 3× · 3×            | 24:30(12:14) | 4× · 1×         | gospodarz Widzów: 1230 Sędzia: Václav Horáček Jiří Novotný |

| 9 marca 201719:00 | RK Zagrzeb                                            | 23:21(14:10) | Celje Pivovarna Laško         | gospodarz Widzów: 11500 Sędzia: Andrei Gousko Siarhei Repkin |
| 9 marca 201719:00 | Zlatko Horvat 5 Stipe Mandalinić 5 Domagoj Pavlović 5 | 23:21(14:10) | 6 Blaž Janc 6 Borut Mačkovšek | gospodarz Widzów: 11500 Sędzia: Andrei Gousko Siarhei Repkin |
| 9 marca 201719:00 | 2× · 3×                                               | 23:21(14:10) | 3× · 4×                       | gospodarz Widzów: 11500 Sędzia: Andrei Gousko Siarhei Repkin |

| 11 marca 201716:00 | Vive Tauron Kielce | 35:27(15:16) | HC Meszkow Brześć  | gospodarz Widzów: 4200 Sędzia: Arnar Sigurjónsson Svavar Petursson |
| 11 marca 201716:00 | Karol Bielecki 7   | 35:27(15:16) | 6 Rastko Stojković | gospodarz Widzów: 4200 Sędzia: Arnar Sigurjónsson Svavar Petursson |
| 11 marca 201716:00 | 4× · 4×            | 35:27(15:16) | 4× · 4×            | gospodarz Widzów: 4200 Sędzia: Arnar Sigurjónsson Svavar Petursson |

| 12 marca 201717:30 | RK Wardar Skopje | 32:29(17:13) | IFK Kristianstad | gospodarz Widzów: 4000 Sędzia: Michal Badura Jaroslav Ondogrecula |
| 12 marca 201717:30 | Vuko Borozan 6   | 32:29(17:13) | 7 Tim Sørensen   | gospodarz Widzów: 4000 Sędzia: Michal Badura Jaroslav Ondogrecula |
| 12 marca 201717:30 | 1× · 2×          | 32:29(17:13) | 3× · 2×          | gospodarz Widzów: 4000 Sędzia: Michal Badura Jaroslav Ondogrecula |